# 木村琢麿
木村 琢麿（きむら たくまろ、1966年 - ）は、日本の法学者、千葉大学教授。

## 略歴
1991年東京大学法学部卒、同助手、1994年千葉大学法経学部助教授をへて、2007年同法科研究院教授。2004年「財政法理論の展開とその環境」で渋沢・クローデル賞受賞。

## 著書
- 『財政法理論の展開とその環境 モーリス・オーリウの公法総論研究』有斐閣, 2004.
- 『港湾の法理論と実際 行政法・財政法からのアプローチ』成山堂書店, 2008
- 『ガバナンスの法理論 行政・財政をめぐる古典と現代の接合』勁草書房, 2008
- 『プラクティス行政法』信山社出版, 2010

## 論文
- <木村琢麿